# Акира Нарахаши
Акира Нарахаши (јап. 名良橋 晃; 26. новембар 1971) јапански је фудбалер.

## Каријера
Током каријере је играо за Шонан Белмаре, Кашима Ентлерс.

## Репрезентација
За репрезентацију Јапана дебитовао је 1994. године. Наступао је на Светском првенству (1998. године) с јапанском селекцијом. За тај тим је одиграо 38 утакмица.

## Статистика
| Јапан  | Јапан   | Јапан  |
| Година | Наступи | Голови |
| ------ | ------- | ------ |
| 1994.  | 1       | 0      |
| 1995.  | 9       | 0      |
| 1996.  | 0       | 0      |
| 1997.  | 13      | 0      |
| 1998.  | 9       | 0      |
| 1999.  | 0       | 0      |
| 2000.  | 0       | 0      |
| 2001.  | 0       | 0      |
| 2002.  | 2       | 0      |
| 2003.  | 4       | 0      |
| Укупно | 38      | 0      |

## Трофеји

### Клуб
- Џеј лига (3): 1998., 2000., 2001.
- Лига Куп Јапана (3): 1994., 1997., 2000.
- Царски куп (3): 1997., 2000., 2002.